# Halvknäppare
Halvknäppare (Eucnemidae) är en familj inom ordningen skalbaggar. Familjen innehåller omkring 1 200 kända arter. I Sverige finns endast 13 arter och av dessa är 6 rödlistade.

## Kännetecken
Halvknäpparna är ganska lika knäpparna, men saknar följaktligen dessas förmåga att hoppa. Denna talang återfinns dock hos några mellaneuropeiska arter. Arterna inom familjen är mörkbruna eller nästintill svarta och cylindriska. Storleken varierar mellan 2 och 30 millimeter, men är i Sverige ganska jämnstora omkring 5 till 7 mm. Översidan är vanligtvis hårig och fasettögonen är stora. Prothorax, det främsta segmentet i mellankroppen, är kortare på längden än det är brett. Prothorax och mesothorax (segment nummer två) kan röra sig över varandra, men till skillnad från knäpparna klickar det inte. Antennerna är 11-ledade och ofta långa och kraftiga. Hos några av de vanligare arterna är hannarnas antenner vackert kammade, medan honornas främst är sågtandade. Täckvingarna är avlånga, parallella med kroppen och ibland randade.

## Levnadssätt
Alla arter inom familjen trivs i död ved och är knutna till vissa röttyper. Larverna är mycket karaktäristiska och deras utveckling pågår under flera år. Larverna lever också i ved, men vad de äter är inte helt klart, men deras olika byggnader ger olika möjligheter. De hårda och platta larverna kan ta sig genom förhållandevis tät och hård ved och kan på så sätt leva i yngre ved än andra. De fullbildade halvknäpparna är därefter kortlivade och hittas lättast veckorna efter midsommar. Vid den tiden kan de ses krypa på döda träd eller fångas genom håvning i vegetationen. Då många arter är sällsynta eller bara finns mycket lokalt, då det moderna skogsbruket inte alltför ofta lämnar större mängder död ved i skogen, bör man låta dem vara. Arterna förekommer inte i norra Sverige.